# Maicon Marques
Maicon Marques Bitencourt (Duque de Caxias, 18 februari 1990) is een Braziliaans voormalig betaald voetballer die doorgaans speelde als linksbuiten. Tussen 2009 en 2022 was hij actief voor Fluminense, Lokomotiv Moskou, Alanyaspor, Atlético Mineiro en Buriram United.

## Clubcarrière
Marques speelde in zijn jeugd in de opleiding van Fluminense. Bij die club mocht hij zich in 2009 aansluiten bij het eerste elftal. Zijn debuut maakte de vleugelspeler op 31 december van dat jaar, toen hij in het Campeonato Carioca een half uur voor tijd in mocht vallen tijdens een wedstrijd tegen Resende. Toen Marques inviel stond Fluminense met 1–0 voor. Twee minuten na zijn invalbeurt wist de linksbuiten de voorsprong te verdubbelen met zijn eerste doelpunt ooit. Elf minuten voor tijd besliste Leandro do Bomfim de wedstrijd met de definitieve 3–0. In 2009 was hij een van de spelers van wie de transferrechten verkocht werden aan een externe investeringsmaatschappij. Bij Fluminense zou hij vaak samenspelen met Fred in de aanval. In 2009 en 2010 speelde hij in totaal eenenveertig competitiewedstrijden, waarin hij tot zes doelpunten wist te komen.
In maart 2010 liet Marques Fluminense achter zich en hij vertrok naar Lokomotiv Moskou, waar hij zijn handtekening zette onder een verbintenis tot de zomer van 2015. De Russische club betaalde circa vier miljoen euro voor de diensten van de Braziliaanse vleugelspeler. Marques speelde zijn eerste duel voor zijn nieuwe club tien dagen na het ondertekenen van het contract, op 20 maart. Op die dag won Lokomotiv met 3–0 van Krylja Sovetov Samara door twee doelpunten van Oleksandr Alijev en een van Dmitri Sytsjov. Maicon begon op de reservebank maar hij mocht na tweeënzeventig minuten spelen als invaller voor Sytsjov het veld betreden. In zijn eerste jaargang bij Lokomotiv zou Marques tot drie doelpunten komen. De eerste viel te noteren op 15 mei, tegen Amkar Perm. Aliejev opende de score en tien minuten voor tijd maakte de Braziliaan er 2–0 van. In het seizoen 2014/15 werd hij met Lokomotiv bekerwinnaar. In de finale tegen Koeban Krasnodar mocht hij in de honderdachtste minuut invallen voor Alan Kasajev. Drie minuten daarna tekende Aleksej Mirantsjoek voor de beslissende 3–1.
In de zomer van 2017 maakte Marques de overstap naar Antalyaspor, dat hem transfervrij overnam vanuit Moskou. In Turkije zette hij zijn handtekening onder een verbintenis voor de duur van drie seizoenen. Anderhalf jaar na zijn gang naar Turkije keerde Marques terug naar zijn geboorteland, waar hij voor Atlético Mineiro ging spelen. Na zijn vertrek bij die club in juni 2020 zat de aanvaller een half seizoen zonder club, voor hij voor anderhalf jaar tekende bij Buriram United. Medio 2022 besloot Marques op tweeëndertigjarige leeftijd een punt te zetten achter zijn actieve loopbaan.

## Clubstatistieken
| Seizoen | Club             | Competitie         | Competitie | Competitie | Beker | Beker | Internationaal | Internationaal | Totaal | Totaal |
| Seizoen | Club             | Competitie         | Wed.       | Dlp.       | Wed.  | Dlp.  | Wed.           | Dlp.           | Wed.   | Dlp.   |
| ------- | ---------------- | ------------------ | ---------- | ---------- | ----- | ----- | -------------- | -------------- | ------ | ------ |
| 2009    | Fluminense       | Série A            | 21         | 2          | 0     | 0     | 2              | 0              | 23     | 2      |
| 2009    | Fluminense       | Campeonato Carioca | 13         | 2          | 3     | 0     | 5              | 0              | 21     | 2      |
| 2010    | Fluminense       | Campeonato Carioca | 8          | 2          | 0     | 0     | 0              | 0              | 8      | 2      |
| 2010/11 | Lokomotiv Moskou | Premjer-Liga       | 18         | 3          | 0     | 0     | 2              | 0              | 20     | 3      |
| 2011/12 | Lokomotiv Moskou | Premjer-Liga       | 37         | 4          | 2     | 1     | 9              | 3              | 48     | 8      |
| 2012/13 | Lokomotiv Moskou | Premjer-Liga       | 17         | 3          | 2     | 0     | —              | —              | 19     | 3      |
| 2013/14 | Lokomotiv Moskou | Premjer-Liga       | 24         | 5          | 0     | 0     | —              | —              | 24     | 5      |
| 2014/15 | Lokomotiv Moskou | Premjer-Liga       | 24         | 0          | 4     | 0     | 2              | 0              | 30     | 0      |
| 2015/16 | Lokomotiv Moskou | Premjer-Liga       | 14         | 3          | 3     | 0     | 7              | 2              | 24     | 5      |
| 2016/17 | Lokomotiv Moskou | Premjer-Liga       | 24         | 5          | 4     | 1     | —              | —              | 28     | 6      |
| 2017/18 | Antalyaspor      | Süper Lig          | 30         | 5          | 2     | 0     | —              | —              | 32     | 5      |
| 2018/19 | Antalyaspor      | Süper Lig          | 14         | 1          | 0     | 0     | —              | —              | 14     | 1      |
| 2019    | Atlético Mineiro | Série A            | 17         | 1          | 0     | 0     | 10             | 1              | 27     | 2      |
| 2020    | Atlético Mineiro | Série A            | 1          | 0          | 0     | 0     | —              | —              | 1      | 0      |
| 2020    | Buriram United   | Thai League 1      | 15         | 8          | 0     | 0     | —              | —              | 15     | 8      |
| 2021/22 | Buriram United   | Thai League 1      | 11         | 0          | 10    | 4     | 1              | 0              | 22     | 4      |
| Totaal  | Totaal           | Totaal             | 288        | 44         | 30    | 6     | 36             | 6              | 354    | 56     |

## Erelijst
| Competitie             |                  |                  |                  |                  |
| Competitie             | Aantal           | Jaren            |                  |                  |
| Lokomotiv Moskou       | Lokomotiv Moskou | Lokomotiv Moskou | Lokomotiv Moskou | Lokomotiv Moskou |
| ---------------------- | ---------------- | ---------------- | ---------------- | ---------------- |
| Russische voetbalbeker | 2                | 2014/15, 2016/17 |                  |                  |
| Buriram United         |                  |                  |                  |                  |
| Thai League 1          | 1                | 2021/22          |                  |                  |
| Thai FA Cup            | 1                | 2021/22          |                  |                  |
| Thai League Cup        | 1                | 2021             |                  |                  |